# 伝法院通り

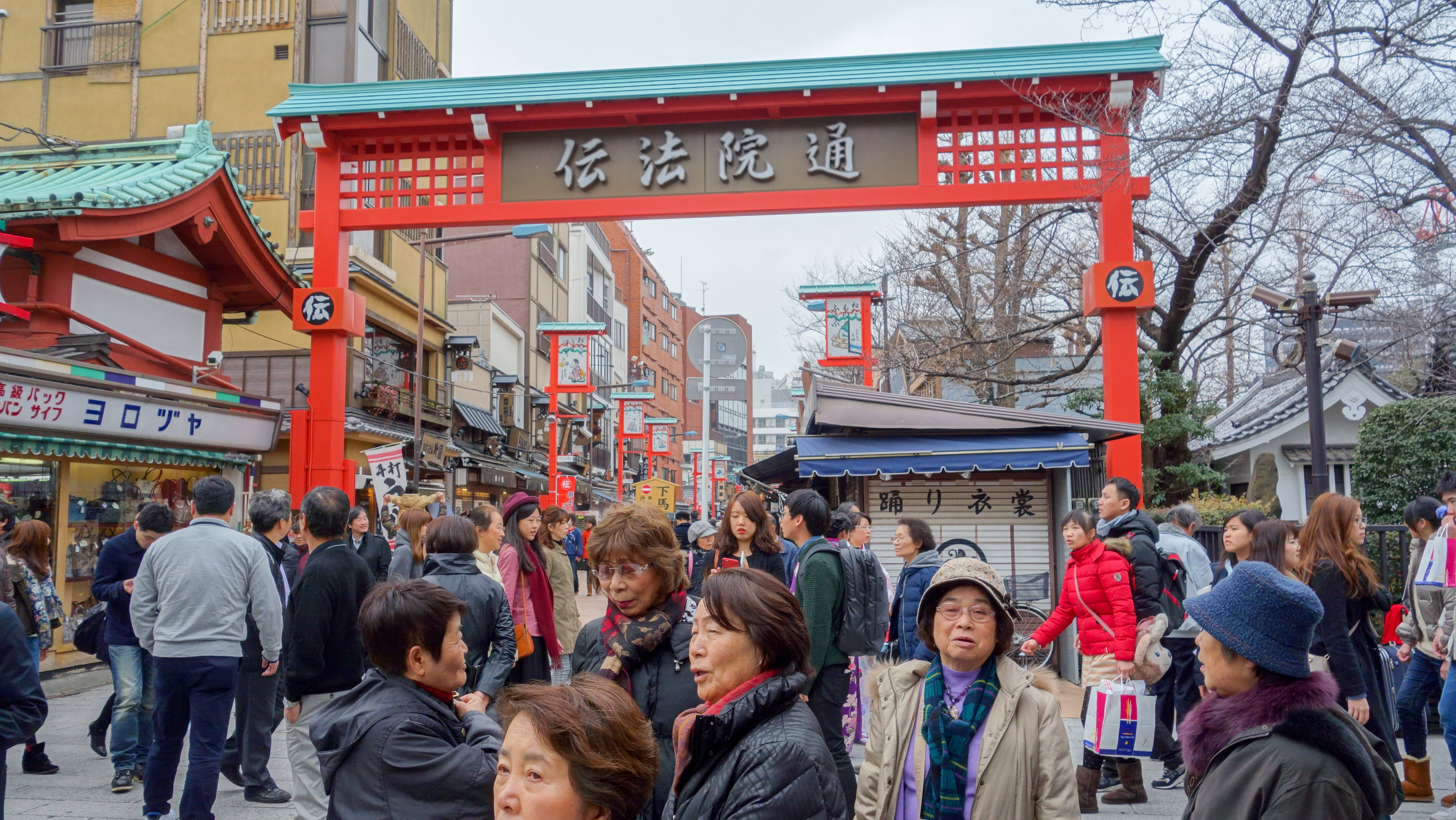
伝法院通り

伝法院通り（でんぼういんどおり）は、東京都台東区にある商店街。

## 概要
江戸時代中期に建てられた浅草寺の本坊である伝法院の門前に立ち並ぶ商店街で、仲見世通りを東西に横切る形で数十軒の店舗が並ぶ。浅草伝法院通り商店街振興組合、伝法院通り商店会、伝法院通り東商店会などの団体がある。
第二次大戦後、周辺にはバラックの露天商が出店していたが、1977年に浅草公会堂が完成して周辺が整備された頃に店舗が並ぶ商店街に整備された。
2000年代のリニューアルで江戸の街並みが再現された。
- 門柱 - 浅草寺宝蔵門で実際に使われていた鬼瓦が使用されている[1]。
- 看板揃 - 正面看板には屋号、袖看板には江戸時代に商家で流行した商品を象った看板が取り付けられた[1]。

## 営業上の問題
2014年頃から伝法院通りの西側「伝法院通り商栄会」32店舗が台東区から区道上に建っているとして立ち退きを求められていることが報じられた。一方、商店会側は商店街の店舗は当時の区長・内山榮一が指示したもので勝手に店舗を並べられるわけがないと主張している。建設の経緯が分かる資料は台東区にも商栄会にも残っておらず、主張が対立しており代理人が交渉を行っている。
2021年5月、営業継続への賛同を求めて署名活動が行われ、7000筆以上の署名が集められた。最終的には1万1千余筆の署名が集まり、8月30日、区に提出された。しかし12月、区は退去を求めて提訴する事を議会で決定。事態は法廷闘争にもつれ込むことになった。